# Фулендорф (Шлезвіг-Гольштейн)
Фулендорф (нім. Fuhlendorf) — громада в Німеччині, розташована в землі Шлезвіг-Гольштейн. Входить до складу району Зегеберг. Складова частина об'єднання громад Бад-Брамштедт-Ланд.
Площа — 6,49 км2. Населення становить 411 ос. (станом на 31 грудня 2020).